# Victòria (carruatge)

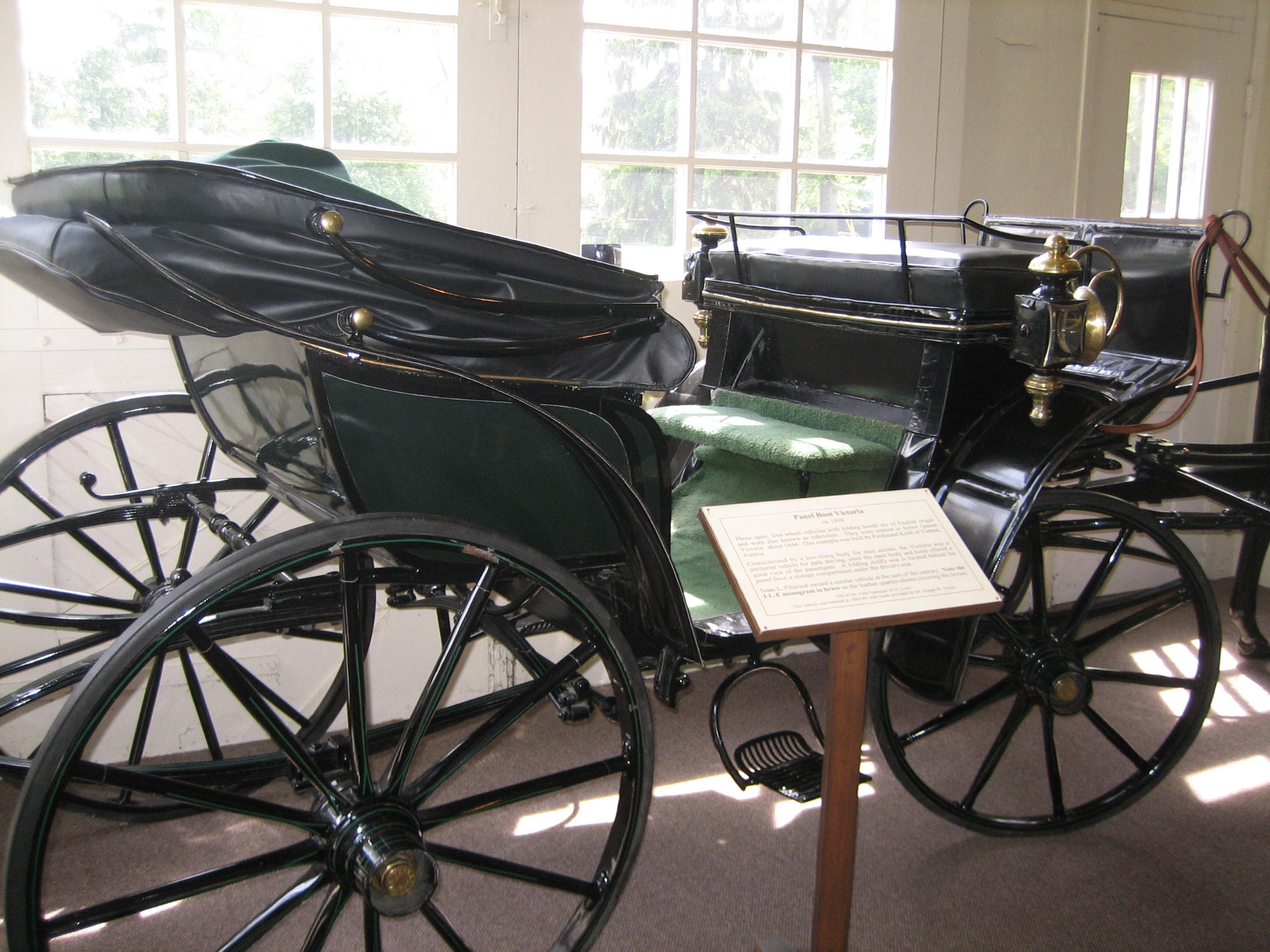
Un victòria

Un  victòria  és un carruatge baix amb entrades entre les quatre rodes, amb una caixa que pot ser de balustre o vímet amb un seient per a dues places i capota o tendal. La caixa va unida al joc davanter amb ferramentes en coll de cigne i una banqueta o seient mòbil recolzat en els parafangs.
Té pescant muntat sobre armadura de ferro i pot portar o no seient posterior per al lacai. Si el pescant es pot treure a voluntat esdevé un duc-victòria.
Es tira per cavalls amb llimonera.